# Saropogon philocalus
Saropogon philocalus är en tvåvingeart som beskrevs av Seguy 1941. Saropogon philocalus ingår i släktet Saropogon och familjen rovflugor. Inga underarter finns listade i Catalogue of Life.